# Бухтарминский район
Бухтарми́нский райо́н — административно-территориальная единица в составе Восточно-Казахстанской области, существовавшая в 1935–1962 годах.

## История
Бухтарминский район с центром в селе Усть-Бухтарма был образован 9 января 1935 года из части Зыряновского района (утверждено ВЦИК 31 января 1935 года). В его состав вошли 12 сельсоветов (Гусинский, Кондратьевский, Манатский, Мякотихинский, Никольский, Попереченский, Прииртышский, Северный, Таинтинский, Усть-Бухтарминский, Черемшанский, Чистопольский).
Указом Президиума Верховного Совета Казахской ССР от 13 августа 1954 года Северный и Чистопольский сельсоветы упразднены, Манатский и Прииртышский объединены в один — Прииртышский.
Указом Президиума Верховного Совета Казахской ССР от 31 мая 1955 года упразднён Таинтинский сельсовет.
Указом Президиума Верховного Совета Казахской ССР от 19 октября 1955 года центр района перенесён из села Усть-Бухтарма в посёлок городского типа Серебрянка.
Указом Президиума Верховного Совета Казахской ССР от 30 июля 1957 года Попереченский и Кондратьевский сельсоветы объединены в один — Кондратьевский, Прииртышский сельсовет переименован в Таинтинский.
Указом Президиума Верховного Совета Казахской ССР от 24 сентября 1957 года Гусинский, Никольский и Черемшанский сельсоветы переданы в состав Зыряновского района.
Решением Восточно-Казахстанского облисполкома №213 от 27 мая 1961 года Белогорский поссовет и Таинтинский сельсовет переданы в состав Уланского района.
Указом Президиума Верховного Совета Казахской ССР от 25 августа 1961 года образован Северный сельсовет.
Решением Восточно-Казахстанского облисполкома от 9 октября 1961 года из административного подчинения Лениногорского горсовета в состав района передан Ерофеевский поссовет, этим же решением преобразованный в сельсовет.
Указом Президиума Верховного Совета Казахской ССР от 29 мая 1962 года Бухтарминский район упразднён с передачей Бухтарминского, Ерофеевского, Первороссийского сельсоветов и посёлка Серебрянка в административное подчинение Зыряновскому горсовету, Северного сельсовета — в состав Кировского района.